# Macròmids
Els macròmids (Macromiidae) són una família d'insectes odonats anisòpters. Acostumen a volar sobre espais amb aigua i carreteres. Tenen una mida similars als èsnids. Els ulls són de color verd i es toquen a la part superior del cap. Les larves d'aquesta família tenen les potes molt llargues.
Macromiidae (Tillyard, 1917) ha estat tradicionalment considerat com a subfamília de Corduliidae (W. F. Kirby, 1890) amb el nom de Macromiinae. Conté tres gèneres i 125 espècies a tot el món. A Catalunya hi trobem Macromia splendens.
Les femelles d'aquesta família no tenen ovipositor a l'extrem de l'abdomen i ponen els ous submergint l'abdomen a l'aigua mentre la sobrevolen. La posta generalment es realitza sense el mascle.